# Konståkning vid olympiska spelen 1920
Konståkning vid olympiska spelen 1920 bestod av tre tävlingar.
Gillis Grafström, Sverige lade beslag på tre raka olympiska guldmedaljer i herrsingel 1920. 1908 års guldmedaljör Ulrich Salchow slutade fyra. Vid 44 års ålder blev bronsmedaljören Martin Stixrud den äldsta mannen någonsin att vinna en olympisk medalj i individuella vintergrenar.
Fastän hon inte fick några förstaplatsröster från domarna i damsingel, vann Magda Julin från Sverige guldmedaljen baserad på tre andraplaceringar. Hon var vid tiden gravid i tredje månaden.
Bronsmedaljören Phyllis Johnson från Storbritannien hade vunnit silvermedalj vid 1908 års spel, då tillsammans med en annan åkare.

## Medaljsummering
| Gren                       | Guld                                          | Silver                          | Brons                                           |
| Singel herrar Huvudartikel | Gillis Grafström Sverige                      | Andreas Krogh Norge             | Martin Stixrud Norge                            |
| Singel damer Huvudartikel  | Magda Julin Sverige                           | Svea Norén Sverige              | Theresa Weld USA                                |
| Paråkning Huvudartikel     | Ludowika Jakobsson & Walter Jakobsson Finland | Alexia Bryn & Yngvar Bryn Norge | Phyllis Johnson & Basil Williams Storbritannien |

## Deltagare
Totalt deltog 26 åkare, 14 herrar och 12 damer, från åtta länder.
- Belgien (2)
- Finland (3)
- Frankrike (2)
- Storbritannien (6)
- Norge (6)
- Sverige (4)
- Schweiz (1)
- USA (2)

## Medaljställning
| Pl. | Nation         | Guld | Silver | Brons | Totalt |
| --- | -------------- | ---- | ------ | ----- | ------ |
| 1   | Sverige        | 2    | 1      | 0     | 3      |
| 2   | Finland        | 1    | 0      | 0     | 1      |
| 3   | Norge          | 0    | 2      | 1     | 3      |
| 4   | Storbritannien | 0    | 0      | 1     | 1      |
| 4   | USA            | 0    | 0      | 1     | 1      |